# Jack Taylor (actor)

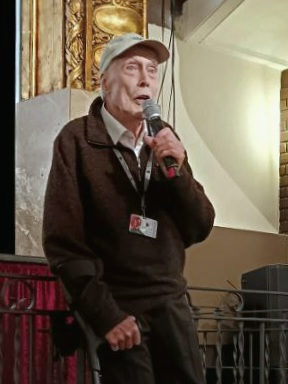
Jack Taylor en el Festival de Cinema Fantàstic de Sitges de l'any 2024

Jack Taylor (nascut George Brown Randall; 21 d'octubre de 1936) és un actor nord-americà conegut per haver protagonitzat moltes pel·lícules de baix pressupost i pel·lícules d'explotació de la dècada de 1970, en particular diverses dirigides pel cineasta de culte espanyol Jesús Franco. Nascut a Portland (Oregon) suburbi d'Oregon City, Taylor va començar a actuar a l'escenari quan era nen. A la dècada de 1950, va començar a aparèixer en petits papers a sèries de televisió amb seu a Los Angeles abans de traslladar-se a Mèxic i protagonitzar diverses pel·lícules dirigides per Federico Curiel.
Taylor va tenir diversos papers menors en pel·lícules a principis dels anys 60, com ara Cleòpatra (1963) i La darrera aventura del general Custer (1966) abans de tenir un paper principal a Succubus de Jesús Franco (1968). Posteriorment, Taylor es va traslladar a Madrid, i va aparèixer en nombroses pel·lícules d'explotació i de terror allà, com ara Count Dracula (1970), Eugenie... The Story de Her Journey into Perversion (també 1970), Female Vampire (1973) i Mil gritos tiene la noche (1982).
Els papers posteriors de Taylor inclouen 1492: Conquest of Paradise (1992), La novena porta de Roman Polanski (1999), A2Z de Daryush Shokof (2004) i Goya's Ghosts de Miloš Forman (2006).

## Primers anys
Taylor va néixer George Brown Randall el 21 d'octubre de 1936 a Oregon City (Oregon), un suburbi de Portland. Va començar a actuar de nen, apareixent per primera vegada en una producció escènica de Macbeth.

## Carrera
Va adoptar el nom artístic Jack Taylor i va començar la seva carrera com a actor en petits papers en programes de televisió estatunidencs dels anys 50 com ara The Jack Benny Program i Sheena, Queen of the Jungle. Es va traslladar a Mèxic a finals de la dècada de 1950 i va protagonitzar una sèrie de pel·lícules per al director Federico Curiel, sovint vehicles dels personatges mexicans Nostradamus el vampiro i el superheroi Neutron. Segons s'informa, es va traslladar a Europa per aparèixer a l'èpica Cleòpatra (1963) d’Elizabeth Taylor, però la seva petita part va acabar sense acreditar-se.
Taylor va tenir un paper menor a la coproducció internacional de Robert Siodmak La darrera aventura del general Custer (1966).
El 1967, Taylor va començar la seva prolífica col·laboració amb Jesús Franco el seu primer paper principal a la pantalla) i Eugenie… The Story of Her Journey into Perversion (1970). Va interpretar Quincey Morris en la pel·lícula de Franco Count Dracula (1970) juntament amb Christopher Lee, Herbert Lom, Soledad Miranda i Klaus Kinski, abans d'aparèixer a moltes de les pel·lícules softcore de Franco, com Female Vampire (1973) amb Lina Romay.
Durant aquest període, Taylor també va protagonitzar amb l'estrella espanyola de terror Paul Naschy a Dr. Jekyll y el Hombre Lobo (1971) i The Mummy's Revenge (1975) i va treballar per al director Amando de Ossorio en tres ocasions, a El buque maldito (1974) , La noche de los brujos (1974) i La serp de mar (1985). Va aparèixer a La orgía nocturna de los vampiros (1972) de León Klimovsky i al giallo italià Enigma rosso (1978). Joan Piquer i Simón el va dirigir en dues pel·lícules, una pel·lícula d'aventures de Jules Verne anomenada Viatge al centre de la Terra (1978) i la sangnant pel·lícula de culte Mil gritos tiene la noche (1982). Taylor va aparèixer després com a sacerdot a Conan el bàrbar (1982) de John Milius.
José Ramón Larraz va dirigir Taylor en altres dues pel·lícules slasher espanyoles: Descanse en piezas (1987) i Al filo del hacha  (1988). També va tenir un paper secundari a Ridley Scott1492: Conquest of Paradise (1992), i més tard va protagonitzar amb Johnny Depp a la pel·lícula de terror de Roman Polanski La novena porta (1999).
A continuació apareix a Loin d'André Téchiné (2001), i a Goya's Ghosts (2006) de Miloš Forman. Taylor també ha representat papers secundaris a Fill de Caín (2013), i Grand Piano (també de 2013), amb Elijah Wood i John Cusack.

## Filmografia selecta
| Any  | Títol                                             | Paper                         | Notes                                          | Ref.   |
| ---- | ------------------------------------------------- | ----------------------------- | ---------------------------------------------- | ------ |
| 1960 | Neutrón, el enmascarado negro                     |                               |                                                |        |
| 1960 | Neutrón contra el Dr. Caronte                     |                               |                                                |        |
| 1960 | Neutron vs. The Death Robots                      |                               |                                                |        |
| 1961 | La maldición de Nostradamus                       |                               |                                                |        |
| 1962 | Nostradamus, el genio de las tinieblas            |                               |                                                |        |
| 1962 | Nostradamus y el destructor de monstruos          |                               |                                                |        |
| 1963 | Cleòpatra                                         | Caesar's Slave                |                                                |        |
| 1964 | La tumba del pistolero                            | Herbert Brandon               |                                                |        |
| 1965 | Uncas, el fin de una raza                         | Duncan Edward                 |                                                |        |
| 1966 | La darrera aventura del general Custer            |                               |                                                |        |
| 1967 | Agente Sigma 3 - Missione Goldwather              | Charles Butler, Agent Sigma 3 | Títol alternatiu: Sigma 3                      |        |
| 1968 | Succubus                                          | William Francis Mulligan      | Altres títols: Necronomicon - Geträumte Sünden | [ 10 ] |
| 1969 | Nightmares Come at Night                          | Amant de Cynthia              |                                                |        |
| 1970 | Count Dracula                                     | Quincey Morris                |                                                | [ 11 ] |
| 1970 | Eugenie… The Story of Her Journey into Perversion | Mirvel                        |                                                | [ 12 ] |
| 1971 | Dr. Jekyll y el Hombre Lobo                       | Henry Jekyll                  |                                                | [ 13 ] |
| 1972 | La orgía nocturna de los vampiros                 | Luis                          |                                                | [ 14 ] |
| 1972 | The Vengeance of Doctor Mabuse                    | Farkas / Mabuse               |                                                |        |
| 1973 | The Killer is One of Thirteen                     | Harlan                        |                                                |        |
| 1973 | Autopsy                                           | Dr. Azcona                    |                                                |        |
| 1973 | Tender and Perverse Emanuelle                     | Michel Dreville               |                                                |        |
| 1973 | Female Vampire                                    | Baron Von Rathony             |                                                | [ 7 ]  |
| 1974 | El buque maldito                                  | Howard Tucker                 | Títol alternatiu: Horror of the Zombies        |        |
| 1974 | La noche de los brujos                            | Prof. Jonathan Grant          |                                                | [ 15 ] |
| 1975 | The Mummy's Revenge                               | Prof. Nathan Stern            |                                                | [ 16 ] |
| 1975 | Devil's Exorcist                                  | Dr. Beneau / Michele          |                                                |        |
| 1977 | Sexy Sisters                                      | Dr. Charles                   |                                                |        |
| 1977 | Voodoo Passion                                    | Jack Haus                     |                                                |        |
| 1977 | Viatge al centre de la Terra                      | Olsen                         |                                                |        |
| 1978 | Enigma rosso                                      | Parravicino                   |                                                |        |
| 1978 | Nathalie: Escape from Hell                        | Lt. Erik Muller               |                                                |        |
| 1980 | Vicious and Nude                                  | Juan                          |                                                |        |
| 1982 | Mil gritos tiene la noche                         | Professor Arthur Brown        |                                                | [ 8 ]  |
| 1982 | Conan el Bàrbar                                   | Priest                        |                                                |        |
| 1984 | The Panther Squad                                 | Frank Bramble                 |                                                |        |
| 1985 | Angel of Death                                    | Aaron Horner                  |                                                |        |
| 1985 | The Sea Serpent                                   | Assassí                       | Títol alternatiu: Hydra                        |        |
| 1987 | Descanse en piezass                               | David Hume                    |                                                |        |
| 1988 | Al filo del hacha                                 | Christopher Caplin            |                                                |        |
| 1988 | Iguana                                            | Captain 'Old Lady II'         |                                                |        |
| 1989 | Oro fino                                          | Banquero 2                    |                                                |        |
| 1992 | 1492: Conquest of Paradise                        | De Vicuña                     |                                                |        |
| 1999 | El celo                                           | Pare                          |                                                |        |
| 1999 | La novena porta                                   | Victor Fargas                 |                                                | [ 17 ] |
| 2001 | Loin                                              | James                         |                                                |        |
| 2004 | The Birthday                                      | Ron Fulton                    |                                                |        |
| 2004 | A2Z                                               |                               |                                                |        |
| 2010 | Agnosia                                           | Meissner                      |                                                |        |
| 2013 | Fill de Caín                                      | Andrew Holsteter              |                                                |        |
| 2013 | Grand Piano                                       | Patrick Godureaux             |                                                | [ 9 ]  |
| 2013 | Presentimientos                                   | Abel                          |                                                | [ 18 ] |
| 2014 | Wax                                               | Dr. Knox                      |                                                |        |